# Tim Parker (labdarúgó)
Tim Parker (Hicksville, 1993. február 23. –) amerikai válogatott labdarúgó, a New York Red Bulls hátvéde.

## Pályafutása

### Klubcsapatokban
Parker a new yorki Hicksville városában született.
2015-ben mutatkozott be a kanadai Vancouver Whitecaps első osztályban szereplő felnőtt keretében. 2018-ban a New York Red Bulls, majd 2021-ben a Houston Dynamo csapatához igazolt. 2021. április 17-én, a San Jose Earthquakes ellen 2–1-re megnyert bajnokin debütált. 2022. november 11-én kétéves szerződést kötött az újonnan alakult St. Louis City együttesével. Először 2023. február 26-án, az Austin ellen idegenben 3–2-es győzelemmel zárult mérkőzésen lépett pályára és egyben megszerezte első gólját is a klub színeiben. 2024. augusztus 3-án a New England Revolution szerződtette. 2025. február 6-án visszatért a New York Red Bullshoz.

### A válogatottban
Parker 2016-ban egy mérkőzés erejéig tagja volt az amerikai U23-as korosztályú válogatottnak.
2018-ban debütált a felnőtt válogatottban. Először 2018. június 2-án, Írország ellen 2–1-re elvesztett barátságos mérkőzés 61. percében, Cameron Carter-Vickerst váltva lépett pályára.

## Statisztikák
2024. július 28. szerint
| Klub                   | Szezon   | Osztály  | Bajnokság | Bajnokság | Kupa  | Kupa | Nemzetközi | Nemzetközi | Összesen | Összesen |
| Klub                   | Szezon   | Osztály  | Meccs     | Gól       | Meccs | Gól  | Meccs      | Gól        | Meccs    | Gól      |
| ---------------------- | -------- | -------- | --------- | --------- | ----- | ---- | ---------- | ---------- | -------- | -------- |
| Vancouver Whitecaps    | 2015     | MLS      | 17        | 0         | 2     | 1    | 4          | 1          | 23       | 2        |
| Vancouver Whitecaps    | 2016     | MLS      | 29        | 0         | 3     | 1    | 7          | 0          | 39       | 1        |
| Vancouver Whitecaps    | 2017     | MLS      | 35        | 1         | 1     | 0    | —          | —          | 36       | 1        |
| New York Red Bulls     | 2018     | MLS      | 33        | 2         | 1     | 0    | 4          | 0          | 38       | 2        |
| New York Red Bulls     | 2019     | MLS      | 32        | 1         | 1     | 0    | 4          | 0          | 37       | 1        |
| New York Red Bulls     | 2020     | MLS      | 20        | 0         | 0     | 0    | —          | —          | 20       | 0        |
| Houston Dynamo         | 2021     | MLS      | 34        | 0         | 0     | 0    | —          | —          | 34       | 0        |
| Houston Dynamo         | 2022     | MLS      | 28        | 0         | 1     | 0    | —          | —          | 29       | 0        |
| St. Louis City         | 2023     | MLS      | 31        | 5         | 1     | 0    | 1          | 0          | 33       | 5        |
| St. Louis City         | 2024     | MLS      | 21        | 0         | 0     | 0    | 2          | 1          | 23       | 1        |
| New England Revolution | 2024     | MLS      | 0         | 0         | 0     | 0    | 0          | 0          | 0        | 0        |
| Összesen               | Összesen | Összesen | 280       | 9         | 10    | 2    | 22         | 2          | 312      | 13       |

### A válogatottban
| Válogatott       | Év       | Pályára lépés | Gól |
| ---------------- | -------- | ------------- | --- |
| Egyesült Államok | 2018     | 2             | 0   |
| Összesen         | Összesen | 2             | 0   |

## Sikerei, díjai
Vancouver Whitecaps
- Kanadai Kupa
  - Győztes (1): 2015
  - Döntős (1): 2016

Egyéni
- MLS All-Stars: 2023